# Lake & Flames
Lake & Flames – drugi album warszawskiego zespołu The Car Is on Fire, wydany w listopadzie 2006 roku, półtora roku po poprzedniej. Znacznie bardziej rozbudowana i zróżnicowana od debiutu, lecz także zbierająca wiele pozytywnych recenzji.
Album nagrodzony został Fryderykiem w kategorii Album Roku Muzyka Alternatywna.

## Spis utworów
1. The Car Is on Fire Early Morning Internazionale
2. Can't Cook (Who Cares?)
3. Iran / China
4. Nexteam
5. Stockholm
6. Parker Posey
7. North by Northwest
8. Such a Lovely
9. When the Sun Goes Down
10. Seventeen
11. Ex Sex Is (Not) the Best (Title)
12. Neyorkewr
13. Oh, Joe
14. Take Me There
15. It's Finally Over
16. Kiss Kiss
17. Red Rocker
18. Falling Asleep and Waking Up
19. What Life's All About
20. Got Them CDs Babe, Thanks a Bunch
21. JW Construction
22. Love.
23. Lake & Flames